# کاروانسرای منظریه
کاروانسرای منظریه مربوط به دوره قاجار است و در شهرستان قم، بخش مرکزی، داخل پادگان منظریه واقع شده است. این اثر در تاریخ ۲۵ اسفند ۱۳۷۹ با شمارهٔ ثبت ۳۶۲۱ به عنوان یکی از آثار ملی ایران به ثبت رسیده است.